# 傅聲遠
傅聲遠（1931年—2017年3月27日），河北永年人，中國武術家，楊氏太極拳第五代傳人。傅鍾文之子。

## 生平
自9歲起隨父親傅鍾文習練楊氏太極拳。1960年代開始在上海精武体育会教拳。後相繼创立了世界永年太极拳联盟、澳大利亚永年太极拳社、澳大利亚傅声远国际太极拳学院等團體。
2017年3月27日，在上海去世。